# Přemysl Sedlák
Přemysl Sedlák (* 15. duben 1979, Městec Králové) je bývalý český hokejový útočník. Velkou část kariéry strávil v Kladně. Mezi jeho další působiště patřily Kadaň, Beroun, Žďár nad Sázavou, Ústí nad Labem, Havířov, Mladá Boleslav, Třebíč, Kometa Brno, Orli Znojmo, HC Rebel Havlíčkův Brod a HC Chrudim. Poslední sezóny odehrál za druholigový Nymburk. V roce 2020 se stal trenérem žákovského družstva klubu HC Poděbrady.

## Hráčská kariéra
- 1996/1997 HC Velvana Kladno (E)
- 1997/1998 HC Velvana Kladno (E)
- 1998/1999 HC Velvana Kladno (E)
- 1999/2000 HC Vagnerplast Kladno (E, Zepter Cup), SK Kadaň (1. liga)
- 2000/2001 HC Vagnerplast Kladno (E, Tipsport Cup), SK Kadaň (1. liga)
- 2001/2002 HC Vagnerplast Kladno (E, Tipsport Cup), SK Kadaň (1. liga), HC Berounští Medvědi (1. liga)
- 2002/2003 SK Kadaň (1. liga), SKLH Žďár nad Sázavou (1. liga)
- 2003/2004 HC Slovan Ústečtí Lvi (1. liga), Havířovská hokejová společnost (1. liga)
- 2004/2005 Havířovská hokejová společnost (1. liga)
- 2005/2006 Havířovská hokejová společnost (1. liga)
- 2006/2007 Havířovská hokejová společnost (1. liga), BK Mladá Boleslav (1. liga)
- 2007/2008 HC GEUS OKNA Kladno (E), BK Mladá Boleslav (1. liga), SK Horácká Slavia Třebíč (1. liga), HC Kometa Brno (1. liga)
- 2008/2009 HC Kometa Brno (E, Tipsport Cup)
- 2009/2010 Orli Znojmo (E, Tipsport Cup)
- 2010/2011 HC Rebel Havlíčkův Brod, HC Chrudim (1. liga)
- 2011/2012 NED Hockey Nymburk (2. liga), EC Peiting (3. liga Německo)
- 2012/2013 NED Hockey Nymburk (2. liga)